# John Mayall
John Brumwell Mayall, OBE, född 29 november 1933 i Macclesfield, Cheshire, död 22 juli 2024 i Kalifornien, var en brittisk bluesmusiker, multiinstrumentalist och sångare som var en förgrundsgestalt inom den brittiska bluesen. Som instrumentalist spelade han keyboards, gitarr och munspel.
Mayall växte upp i Cheadle Hulme. Hans far var mycket intresserad av jazz och den unge John tilltalades starkt av bluesens legendarer såsom Leadbelly. Han lärde sig själv att spela gitarr, piano och munspel. 1956 började han spela blues med halvprofessionella band såsom The Powerhouse Four och The Blues Syndicate. I början av 1960-talet flyttade han till London och bildade där den grupp han blev känd med, John Mayall's Bluesbreakers, år 1963. Många olika musiker flöt genom gruppen. 1965 kom gitarristen Eric Clapton med i gruppen och denna konstellation gav gruppen dess största succé med plattan Bluesbreakers från 1966. Sedan Clapton lämnat Bluesbreakers för att bilda Cream kom Mayalls grupp att bli en "skola" för många blivande stora musiker inom blues och bluesorienterad rock såsom Peter Green, John McVie och Mick Taylor.
Under tidigt 1970-tal flyttade Mayall till Los Angeles i USA. Under 70-talet gjorde han uppmärksammade inspelningar med musik av blandad jazz, rock och blues tillsammans med välkända musiker som Blue Mitchell, Red Holloway, Larry Taylor och Harvey Mandel. Han spelade också i bandet när blues-storheterna John Lee Hooker, T-Bone Walker och Sonny Boy Williamson åkte på turné till Storbritannien. 
1982 startade Mayall om sitt band Bluesbreakers på nytt, tillsammans med Mick Taylor och John McVie. Bandet finns fortfarande, men nu med andra musiker. 
2005 tilldelades Mayall Brittiska Imperieorden.

## Diskografi
- 1965 – John Mayall Plays John Mayall
- 1966 – Blues Breakers with Eric Clapton
- 1967 – A Hard Road
- 1967 – Crusade
- 1967 – The Blues Alone
- 1968 – The Diary Of A Band Volume One
- 1968 – The Diary Of A Band Volume Two
- 1968 – Bare Wires
- 1968 – Blues from Laurel Canyon
- 1969 – The Turning Point
- 1970 – Empty Rooms
- 1970 – USA Union
- 1971 – Back to the Roots
- 1971 – Memories
- 1972 – Jazz-Blues Fusion
- 1973 – Moving On
- 1973 – Ten Years Are Gone
- 1974 – The Latest Edition
- 1975 – New Year, New Band, New Company
- 1975 – Time Expired, Notice To Appear
- 1976 – A Banquet In Blues
- 1977 – Lots Of People
- 1977 – A Hard Core Package
- 1977 – Primal Solos
- 1978 – The Last Of The British Blues
- 1979 – Bottom Line
- 1979 – No More Interviews
- 1981 – Road Show Blues
- 1985 – Return Of The Bluesbreakers
- 1986 – Behind The Iron Curtain
- 1988 – Chicago Line
- 1989 – Archives To Eighties
- 1989 – The Power Of The Blues
- 1990 – A Sense Of Place
- 1993 – Wake Up Call
- 1994 – The 1982 Reunion Concert
- 1994 – Cross Country Blues
- 1995 – Spinning Coin
- 1997 – Blues For The Lost Days
- 1999 – Rock The Blues Tonight
- 1999 – Padlock On The Blues
- 1999 – Live At The Marquee 1969
- 1999 – The Masters
- 1999 – Mayapollis Blues
- 2001 – Along for the Ride
- 2001 – Time Capsule
- 2002 – Stories
- 2003 – 70th Birthday Concert
- 2005 – Road Dogs
- 2007 – In the Palace of the King
- 2009 – Tough
- 2011 – Live in London
- 2012 – Historic Live  Shows - Vol 1
- 2012 – Historic Live  Shows - Vol 2
- 2012 – Historic Live  Shows - Vol 3
- 2014 – A Special Life
- 2014 – John Mayall's Bluesbreakers Live In 1967
- 2015 – Find A Way To Care
- 2017 – Talk About That
- 2019 – Nobody Told Me